# Littoral Combat Ship

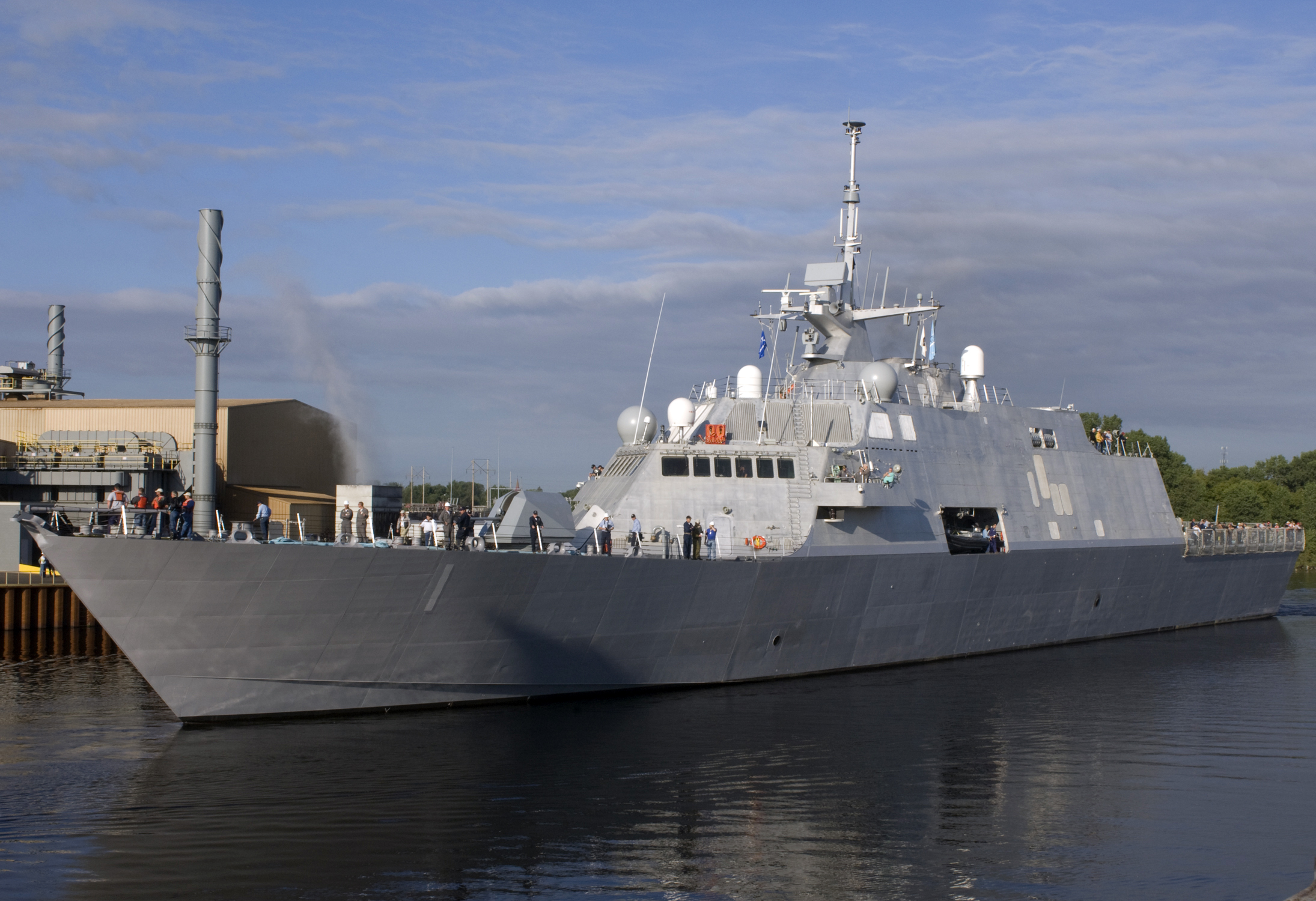
LCS-1 Freedom

Il programma Littoral Combat Ship (letteralmente "Nave da Combattimento Costiero", la cui sigla è diventato il corrispondente hull classification symbol assegnato alle unità: LCS) è il programma col quale la US Navy intendeva realizzare delle unità militari di superficie relativamente economiche realizzate con il concetto della modularità, cioè disponendo di "pacchetti di missione" intercambiabili secondo le varie necessità.

Inizialmente s'intendeva cantierizzare nell'arco di un trentennio ben settanta di queste unità, ma in seguito, visto l'aumento dei costi a più di tre volte rispetto agli iniziali 220 milioni di dollari e ad altri problemi tecnici, il requisito è stato ridotto a cinquanta unità, anche se non è detto che il programma prosegua viste le polemiche e le difficoltà che si stanno incontrando.
Secondo il glossario militare del Dipartimento della Difesa degli Stati Uniti una Littoral Combat Ship è una nave costruita ed armata allo scopo di combattere ed in grado di condurre operazioni marittime multiruolo contro minacce aeree, di superficie e subacquee, e bersagli terrestri. Questa espressione è adottata dalla Lockheed-Martin e dalla General Dynamics per definire la futura unità minore combattente che dovrebbe sostituire la Littoral Combat Ship nell'arsenale statunitense, con una lunghezza di circa 118m, un dislocamento di circa 3.600 t, il collaudato sistema radar Aegis e un lanciamissili a celle verticali come l'attuale Mk.41 utilizzato tra l'altro sulle navi della classe Arleigh Burke.

## Sviluppo

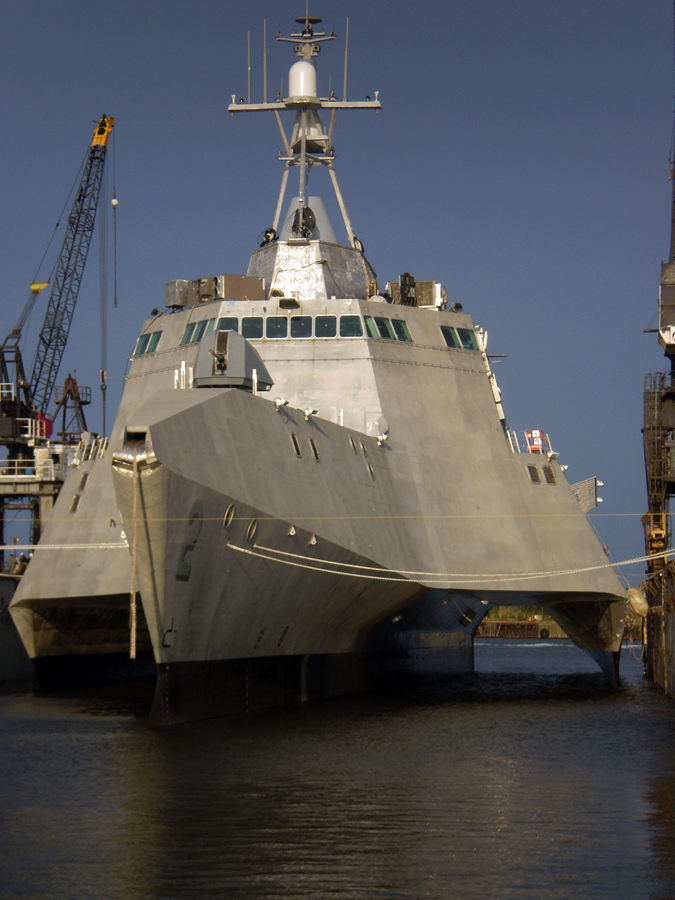
Foto della LCS-2 USS Independence. Notare La particolare configurazione dello scafo trimarano

Tale programma ha preso il via nel 2002 su impulso dell'Ammiraglio Ven Clark, allora Capo delle Operazioni Navali, che programmò lo sviluppo di 70 unità di questo tipo per portare il totale delle navi operative della marina a 325, ridimensionato poi dal successore Mullen che ridusse le unità all'attuale obiettivo di 55 vascelli da inserire in una flotta di 313 navi.

Nata come unità semplice, economica e costruita con molte soluzioni e standard commerciali, è stata in seguito, vista la sua cruciale funzione di lotta litoranea in acque nemiche, pesantemente modificata nei requisiti originari diventando più costosa e complessa e quindi richiedendo maggiori tempi per la costruzione.

La caratteristica principale di questo progetto è la modularità dei sistemi più complessi che prevede l'installazione di "pacchetti di missione" precostituiti a seconda delle esigenze, limitando quindi i costi di ogni unità e i suoi ingombri a bordo. Molti di questi pacchetti hanno la caratteristica di essere impiegabili, data la loro natura modulare, in maniera remota, permettendo quindi di limitare i rischi ed aumentare il tasso di successo della missione dato l'impiego di volta in volta di personale tecnico altamente specializzato nella missione. Con tale sistema una LCS può di volta in volta assumere la missione sminamento, dragaggio, lotta ASW, ASuW, AAW e controcosta in base ai sistemi impiegati a bordo. 

Altra caratteristica peculiare di queste unità è il ridottissimo equipaggio necessario che varia a seconda della missione e dei pacchetti di missione implementati da un minimo di 40 ad un massimo di 75 tra ufficiali e marinai.

Nel 2004 i contratti per la realizzazione di due prototipi, la LCS-1 e la LCS-2, sono stati assegnati a due consorzi che vedono rispettivamente:1) Lockheed Martin come capocommessa, data la necessità, negli appalti maggiori, di un prime contractor statunitense mentre il progetto è Fincantieri (fra l'altro la carena è stata sviluppata a partire da quella del Destriero ) e le unità sono costruite sugli scali di Marinette Marine di proprietà della stessa Fincantieri; 2) General Dynamics con, tra gli altri, Northrop Grumman.

### LCS-1

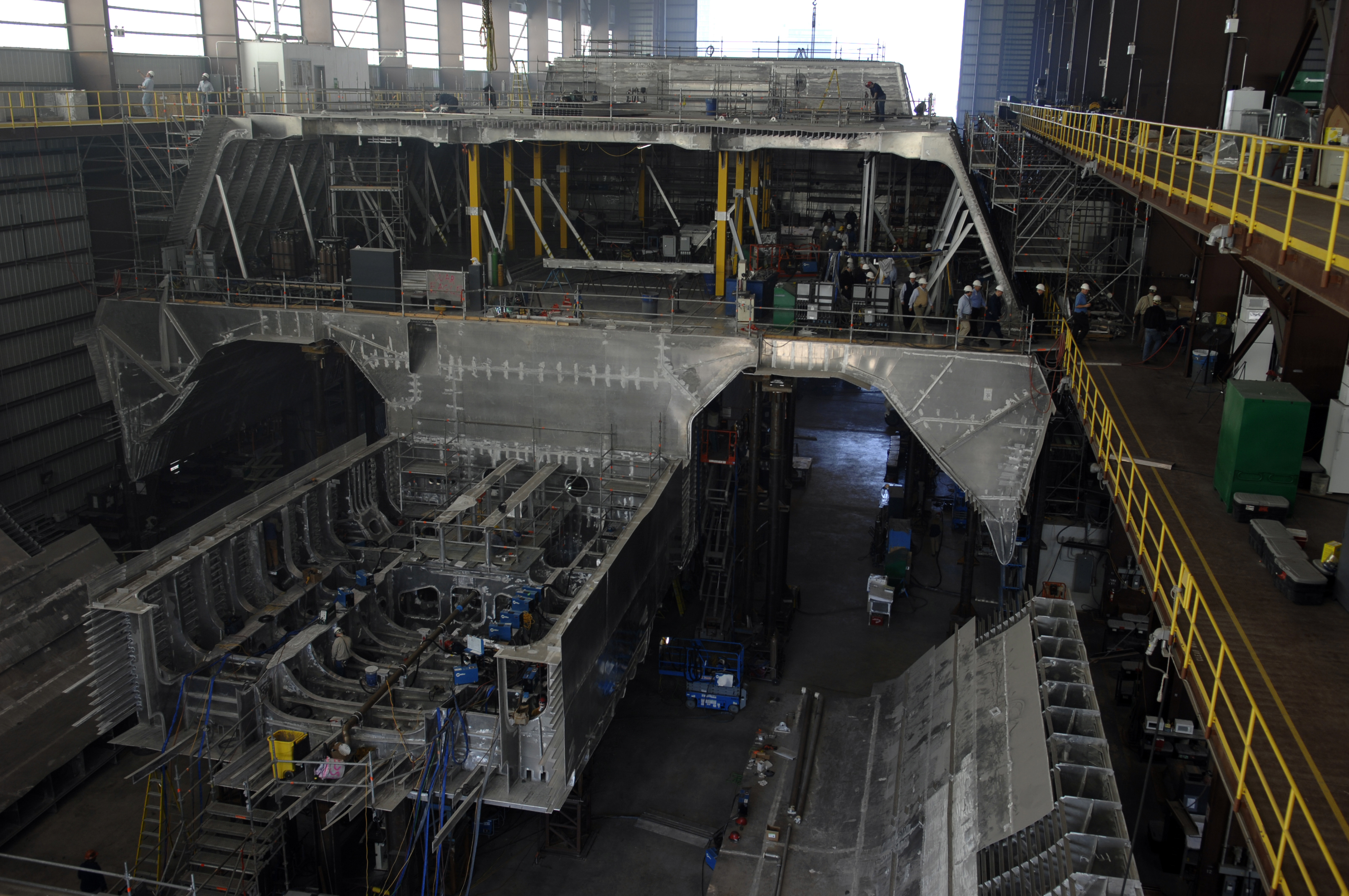
USS Independence in fase di realizzazione presso il cantiere Austal

La USS Freedom (LCS-1) è l'unità sviluppata dal consorzio guidato da Lockheed Martin e consegnata per le prove in mare alla marina americana dopo 4 anni dal taglio della prima lamiera.

Tale unità è basata su un monoscafo d'acciaio capace di superare la velocità di 40 nodi e dislocante poco più di 3000 tonnellate per una lunghezza di 115 metri, una larghezza di 17,3 metri e con un'immersione di 3,9 metri. Fiore all'occhiello di questa nave è l'ampio ponte di volo capace di ospitare un Black Hawk e fino a tre Fire scout, decisamente al di sopra di unità navali pari classe dislocanti 3.000 tonnellate.

I costi finali di questa nave sono stati ipotizzati nell'ordine di due volte e mezzo quelli previsti all'inizio del programma.

### LCS-2
La USS Independence (LCS-2), sviluppata dal consorzio a guida General Dynamics, è stata realizzata in alluminio su scafo trimarano capace di superare i 50 nodi di velocità e dislocante poco più di 3.000 tonnellate. Tale unità, ha una lunghezza di 127,3 metri, una larghezza di 31,5 metri ed una immersione di 4,3. Anche tale unità vanta un generoso ponte di volo al pari della cugina "LCS-1". Per questa unità, varata nel 2008 e in fase di prova nel Golfo del Messico i costi finali sono previsti non inferiori al triplo di quelli inizialmente pianificati.

### Sviluppi futuri
Sono attualmente in fase di realizzazione ad opera dei due consorzi una terza unità realizzata dalla Lockheed sul modello della USS Freedom (LCS-1) e denominata USS Fort Worth (LCS-3), che ha effettuato le prove nel maggio 2012, mentre la General Dynamics sul modello della USS Independence (LCS-2) sta realizzando la USS Coronado (LCS-4). Al termine, la marina deciderà quale tra la classe Freedom (alla quale appartengono la LCS-1 e la LCS-3) e la classe Independence (alla quale appartengono la LCS-2 e LCS-4) diverrà poi il progetto definitivo utilizzato per la realizzazione delle rimanenti LCS programmate.

## Elenco delle navi
| Tipo Freedom                    | Tipo Independence             |
| ------------------------------- | ----------------------------- |
| USS Freedom LCS-1               | USS Independence (LCS-2)      |
| USS Fort Worth LCS-3            | USS Coronado LCS-4            |
| USS Milwaukee LCS-5             | USS Jackson LCS-6             |
| USS Detroit LCS-7               | USS Montgomery LCS-8          |
| USS Little Rock LCS-9           | USS Gabrielle Giffords LCS-10 |
| USS Sioux City LCS-11           | USS Omaha LCS-12              |
| USS Wichita LCS-13              | USS Manchester LCS-14         |
| USS Billings LCS-15             | USS Tulsa LCS-16              |
| USS Indianapolis LCS-17         | USS Charleston LCS-18         |
| USS St. Louis LCS-19            | USS Cincinnati LCS-20         |
| USS Minneapolis-St. Paul LCS-21 | USS Kansas City LCS-22        |
| USS Cooperstown LCS-23          | USS Oakland LCS-24            |
| USS Marinette LCS-25            | USS Mobile LCS-26             |
| USS Nantucket LCS-27            | USS Savannah LCS-28           |
| USS Beloit LCS-29               | USS Canberra LCS-30           |

## Operatori
- Us Navy - 55 unità programmate
- Heil HaYam HaYisraeli - 4 unità poi cancellate[3]per un valore totale di 1,9 miliardi di US$[4]